# جيمس ويلسون (لاعب كرة قدم مواليد 1995)
جيمس أنتوني ويلسون (بالإنجليزية: James Wilson)‏ (مواليد 1 ديسمبر 1995) لاعب كرة قدم إنجليزي يلعب كمهاجم لمانشستر يونايتد.

## سيرة اللاعب
مانشستر يونايتد
ولد في بيدولف، ستافوردشاير، واستكشف ويلسون لأول مرة من قبل مانشستر يونايتد في سن السابعة.
جاء ويلسون من خلال أكاديمية الشباب في النادي، وكان أول ظهور له لتحت 18 عاما وهو يبلغ من العمر 14 عاما في مباراة ودية ضد فريق تاتران بريشوف السلوفاكي في 31 أكتوبر 2010.
بدأ موسم 2012-13 باعتباره عضوا في فريق 18S، وعلى الرغم من ان الأمر استغرق منه خمس مباريات ليسجل الهدف الأول له هذا الموسم، لكنه انطلق بسرعة مع خمسة أهداف في المباراة الخامسة ضد نيوكاسل يونايتد في 22 سبتمبر 2012، وهو ثاني أكبر عدد من الأهداف سجله لاعب لمانشستر يونايتد على أي مستوى في عهد مدير السير اليكس فيرغسون.
بعد تسجيله لخمسة أهداف أخرى في مبارياته الأربع التالية، تمت مكافأته بأول عقد احتراف له في عيد ميلاده 17.
في 5 أبريل كان على مقاعد البدلاء في المبارة التي انتهت بالفوز 4-0 ضد نيوكاسل يونايتد.
لعب لأول مرة مع الفريق الأول بعدها بشهر عندما بدأ مباراة الدوري الممتاز أمام هال سيتي يوم 6 مايو، وتميزت هذه المناسبة بتسجيله هدفين في الفوز 3-1، قبل أن يتم استبداله في الدقيقة 64 بروبن فان بيرسي.

## روابط خارجية
- جيمس ويلسون على موقع الاتحاد الأوربي (الإنجليزية)
- جيمس ويلسون على موقع قاعدة بيانات كرة القدم.إي يو (الإنجليزية)
- جيمس ويلسون على موقع Soccerbase.com (لاعب) (الإنجليزية)
- جيمس ويلسون على موقع Soccerway.com (الإنجليزية)
- جيمس ويلسون على موقع عالم كرة القدم.نت (الإنجليزية)
- جيمس ويلسون على موقع AS.com (الإسبانية)